# Red Hook (Nueva York)
Red Hook es un pueblo ubicado en el condado de Dutchess en el estado estadounidense de Nueva York. En el año 2000 tenía una población de 10,408 habitantes y una densidad poblacional de 109.5 personas por km².

## Geografía
Red Hook se encuentra ubicado en las coordenadas 42°0′46″N 73°53′15″O / 42.01278, -73.88750. Según la Oficina del Censo, la ciudad tiene un área total de 103,9 km² (40,1 mi²), de la cual 95,1 km² (36,7 mi²) es tierra y 8,8 km² (3,4 mi²) (8.48%) es agua.

## Demografía
Según la Oficina del Censo en 2000 los ingresos medios por hogar en la localidad eran de $46,701, y los ingresos medios por familia eran $57,473. Los hombres tenían unos ingresos medios de $42,099 frente a los $26,694 para las mujeres. La renta per cápita para la localidad era de $20,410. Alrededor del 8.7% de la población estaban por debajo del umbral de pobreza.